# حسین‌آباد (میرجاوه)
حسین‌آباد روستایی در دهستان تمین بخش لادیز شهرستان میرجاوه استان سیستان و بلوچستان ایران است.

## جمعیت
بر پایه سرشماری عمومی نفوس و مسکن در سال ۱۳۹۵ جمعیت این مکان ۲۵۱ نفر (۷۰خانوار) بوده‌است.